# Аквамен
Аквамен (енгл. Aquaman) је суперхерој који се појављује у америчким стриповима издавачке куће Ди-Си Комикс.

## Карактеризација
Лик су створили Пол Норис и Морт Вајсингер, а први пут се појавио у стрипу More Fun Comics #73, у новембру 1941. године. Првобитно се појављивао као резерва у антологијским насловима Ди-Си Комикса, али се касније појављивао у неколико издања серије соло стрипова.
Током касних 50-их и 60-их година 20. века, периода познатог као Сребрно доба стрипа када су многи суперхероји препорођени, Аквамен је постао оснивач Лиге правде.
У Модерном добу 90-их година 20. века, писци су много озбиљније тумачили Акваменов лик, пишући приче о тежини његове улоге краља Атлантиде.

## У медијима ван стрипа
Оригинални анимирани наступи лика из 1960-их оставили су трајан утисак, чинећи Аквамена једним од најпознатијих суперхероја и широко препознатљивим у популарној култури.
Аквамен је представљен у неколико адаптација, први пут се појављујући у анимираној форми из 1967. године „The Superman/Aquaman Hour of Adventure”, а затим и у сродном програму Супер пријатељи. Од тада се појављивао у разним анимираним продукцијама, укључујући истакнуте улоге у серијама из 2000-их као што су Justice League and Justice League Unlimited and Batman: The Brave and the Bold, као и у неколико оригиналних анимираних филмова Ди-Си универзума.
Алан Ричсон глумио је Аквамена у серији Смолвил.
У Ди-Си проширеном универзуму, Аквамена је глумио Џејсон Момоа, и то у филмовима Бетмен против Супермена: Зора праведника (2016), Лига правде (2017), Аквамен (2018) и Аквамен и изгубљено краљевство (2023).